# Platanthera maximowicziana
Platanthera maximowicziana är en orkidéart som beskrevs av Rudolf Schlechter. Platanthera maximowicziana ingår i släktet nattvioler, och familjen orkidéer. Inga underarter finns listade i Catalogue of Life.

## Bildgalleri

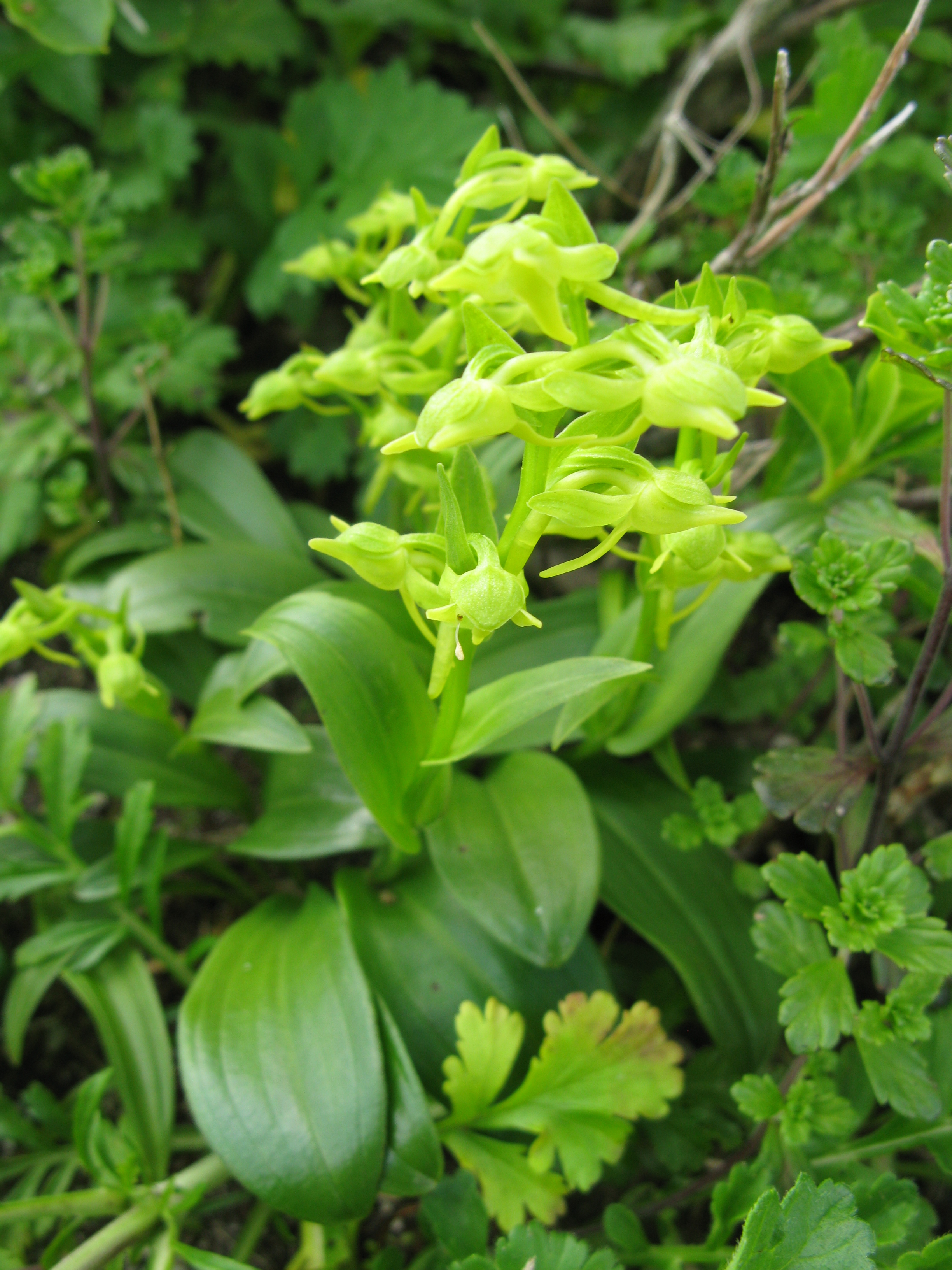